# Románia az 1992. évi téli olimpiai játékokon
Románia a franciaországi Albertville-ben megrendezett 1992. évi téli olimpiai játékok egyik részt vevő nemzete volt. Az országot az olimpián 8 sportágban 23 sportoló képviselte, akik érmet nem szereztek.

## Alpesisí
Férfi
| Versenyző          | Versenyszám            | 1. futam      | 1. futam      | 2. futam | 2. futam | Összesítés    | Összesítés    |
| Versenyző          | Versenyszám            | Idő           | Hely.         | Idő      | Hely.    | Idő           | Helyezés      |
| ------------------ | ---------------------- | ------------- | ------------- | -------- | -------- | ------------- | ------------- |
| Emilian Focşeneanu | Lesiklás               |               |               |          |          | 2:08,81       | 42.           |
| Emilian Focşeneanu | Műlesiklás             | nem ért célba | nem ért célba | kiesett  | kiesett  | kiesett       | kiesett       |
| Emilian Focşeneanu | Óriás-műlesiklás       | 1:15,48       | 59.           | 1:13,52  | 50.      | 2:29,00       | 48.           |
| Emilian Focşeneanu | Szuperóriás-műlesiklás |               |               |          |          | nem ért célba | nem ért célba |
| Aurel Foiciuc      | Lesiklás               |               |               |          |          | 2:09,94       | 44.           |
| Aurel Foiciuc      | Műlesiklás             | 1:02,57       | 54.           | 1:01,77  | 40.      | 2:04,34       | 41.           |
| Aurel Foiciuc      | Óriás-műlesiklás       | 1:16,03       | 62.           | 1:14,79  | 53.      | 2:30,82       | 53.           |
| Aurel Foiciuc      | Szuperóriás-műlesiklás |               |               |          |          | 1:24,62       | 68.           |

| Versenyző          | Versenyszám | Lesiklás | Lesiklás | Lesiklás | Műlesiklás | Műlesiklás | Műlesiklás | Műlesiklás | Műlesiklás | Műlesiklás | Műlesiklás | Összesítés | Összesítés |
| Versenyző          | Versenyszám | Lesiklás | Lesiklás | Lesiklás | 1. futam   | 1. futam   | 2. futam   | 2. futam   | Össz.      | Össz.      | Össz.      | Összesítés | Összesítés |
| Versenyző          | Versenyszám | Idő      | Pont     | Hely.    | Idő        | Hely.      | Idő        | Hely.      | Idő        | Pont       | Hely.      | Pont       | Helyezés   |
| ------------------ | ----------- | -------- | -------- | -------- | ---------- | ---------- | ---------- | ---------- | ---------- | ---------- | ---------- | ---------- | ---------- |
| Emilian Focşeneanu | Összetett   | 1:59,94  | 152,60   | 55.      | 58,16      | 31.        | 1:00,04    | 29.        | 1:58,20    | 96,81      | 28.        | 249,41     | 35.        |
| Aurel Foiciuc      | Összetett   | 1:57,91  | 131,90   | 51.      | kizárták   | kizárták   | kiesett    | kiesett    | kiesett    | kiesett    | kiesett    | kiesett    | kiesett    |

Női
| Versenyző    | Versenyszám            | 1. futam | 1. futam | 2. futam | 2. futam | Összesítés | Összesítés |
| Versenyző    | Versenyszám            | Idő      | Hely.    | Idő      | Hely.    | Idő        | Helyezés   |
| ------------ | ---------------------- | -------- | -------- | -------- | -------- | ---------- | ---------- |
| Mihaela Fera | Lesiklás               |          |          |          |          | 2:01,27    | 28.        |
| Mihaela Fera | Műlesiklás             | 54,15    | 34.      | 50,70    | 29.*     | 1:44,85    | 29.        |
| Mihaela Fera | Óriás-műlesiklás       | 1:13,91  | 37.      | 1:14,67  | 28.      | 2:28,58    | 28.        |
| Mihaela Fera | Szuperóriás-műlesiklás |          |          |          |          | 1:31,78    | 38.        |

| Versenyző    | Versenyszám | Lesiklás | Lesiklás | Lesiklás | Műlesiklás | Műlesiklás | Műlesiklás    | Műlesiklás    | Műlesiklás | Műlesiklás | Műlesiklás | Összesítés | Összesítés |
| Versenyző    | Versenyszám | Lesiklás | Lesiklás | Lesiklás | 1. futam   | 1. futam   | 2. futam      | 2. futam      | Össz.      | Össz.      | Össz.      | Összesítés | Összesítés |
| Versenyző    | Versenyszám | Idő      | Pont     | Hely.    | Idő        | Hely.      | Idő           | Hely.         | Idő        | Pont       | Hely.      | Pont       | Helyezés   |
| ------------ | ----------- | -------- | -------- | -------- | ---------- | ---------- | ------------- | ------------- | ---------- | ---------- | ---------- | ---------- | ---------- |
| Mihaela Fera | Összetett   | 1:31,74  | 73,54    | 31.      | 38,00      | 24.        | nem ért célba | nem ért célba | kiesett    | kiesett    | kiesett    | kiesett    | kiesett    |

* - egy másik versenyzővel azonos eredményt ért el

## Biatlon
Férfi
| Versenyző      | Versenyszám  | Lövőhiba | Időeredmény | Helyezés |
| -------------- | ------------ | -------- | ----------- | -------- |
| Nicolae Şerban | 10 km sprint | 4        | 31:29,6     | 81.      |
| Nicolae Şerban | 20 km egyéni | 5        | 1:06:33,3   | 71.      |

Női
| Versenyző                                                   | Versenyszám      | Lövőhiba | Időeredmény | Helyezés |
| ----------------------------------------------------------- | ---------------- | -------- | ----------- | -------- |
| Mihaela Cârstoi                                             | 7,5 km sprint    | 3        | 29:10,5     | 55.      |
| Mihaela Cârstoi                                             | 15 km egyéni     | 8        | 1:00:29,2   | 51.      |
| Daniela Gârbacea                                            | 15 km egyéni     | kizárták | kizárták    | kizárták |
| Ileana Ianoşiu-Hangan                                       | 7,5 km sprint    | 5        | 28:32,1     | 48.      |
| Monica Jauca                                                | 7,5 km sprint    | 5        | 31:13,7     | 63.      |
| Monica Jauca                                                | 15 km egyéni     | 5        | 59:44,2     | 48.      |
| Adina Ţuţulan-Şotropa                                       | 7,5 km sprint    | 3        | 27:57,0     | 38.      |
| Adina Ţuţulan-Şotropa                                       | 15 km egyéni     | 7        | 58:58,6     | 41.      |
| Adina Ţuţulan-Şotropa Mihaela Cârstoi Ileana Ianoşiu-Hangan | 3 × 7,5 km váltó | 0        | 1:23:39,6   | 10.      |

## Bob
| Versenyző                                               | Versenyszám | 1. futam | 1. futam | 2. futam | 2. futam | 3. futam | 3. futam | 4. futam | 4. futam | Összesítés | Összesítés |
| Versenyző                                               | Versenyszám | Idő      | Hely.    | Idő      | Hely.    | Idő      | Hely.    | Idő      | Hely.    | Idő        | Helyezés   |
| ------------------------------------------------------- | ----------- | -------- | -------- | -------- | -------- | -------- | -------- | -------- | -------- | ---------- | ---------- |
| Nagy Lakatos Csaba Laurenţiu Budur                      | Kettes      | 1:01,34  | 20.      | 1:01,58  | 17.      | 1:02,06  | 21.      | 1:01,70  | 14.*     | 4:06,68    | 18.        |
| Paul Neagu Costel Petrariu                              | Kettes      | 1:01,44  | 22.      | 1:01,81  | 20.      | 1:02,19  | 23.*     | 1:02,40  | 27.      | 4:07,84    | 22.        |
| Paul Neagu Hodos László Laurenţiu Budur Costel Petrariu | Négyes      | 59,04    | 18.      | 59,52    | 20.      | 59,50    | 19.      | 59,38    | 17.*     | 3:57,44    | 20.        |

* - egy másik csapattal azonos eredményt ért el

## Gyorskorcsolya
Férfi
| Versenyző  | Versenyszám | Eredmény | Helyezés |
| ---------- | ----------- | -------- | -------- |
| Baló Zsolt | 500 m       | 39,70    | 36.      |
| Baló Zsolt | 1000 m      | 1:18,12  | 36.      |
| Baló Zsolt | 1500 m      | 2:01,33  | 33.      |
| Baló Zsolt | 5000 m      | 7:32,89  | 33.      |

Női
| Versenyző           | Versenyszám | Eredmény      | Helyezés      |
| ------------------- | ----------- | ------------- | ------------- |
| Mihaela Dascălu     | 500 m       | 41,90         | 21.           |
| Mihaela Dascălu     | 1000 m      | 1:22,85       | 6.            |
| Mihaela Dascălu     | 1500 m      | 2:09,87       | 17.           |
| Mihaela Dascălu     | 3000 m      | 4:38,39       | 19.           |
| Mihaela Dascălu     | 5000 m      | 7:54,03       | 13.           |
| Cerasela Hordobeţiu | 500 m       | 42,68         | 30.           |
| Cerasela Hordobeţiu | 1000 m      | nem ért célba | nem ért célba |
| Cerasela Hordobeţiu | 1500 m      | 2:14,69       | 28.           |
| Cerasela Hordobeţiu | 3000 m      | 4:38,08       | 18.           |
| Cerasela Hordobeţiu | 5000 m      | 8:07,16       | 19.           |

## Műkorcsolya
| Versenyző     | Versenyszám  | Rövid program     | Rövid program | Rövid program | Kűr               | Kűr     | Kűr         | Összesítés         | Összesítés |
| Versenyző     | Versenyszám  | Több. hely. száma | Hely.         | Hely. pont.   | Több. hely. száma | Hely.   | Hely. pont. | Helyezési pontszám | Helyezés   |
| ------------- | ------------ | ----------------- | ------------- | ------------- | ----------------- | ------- | ----------- | ------------------ | ---------- |
| Marius Negrea | Férfi egyéni | 5×26+             | 27.           | 13,5          | kiesett           | kiesett | kiesett     | kiesett            | kiesett    |

## Sífutás
Férfi
| Versenyző      | Versenyszám         | Eredmény  | Helyezés |
| -------------- | ------------------- | --------- | -------- |
| Viorel Şotropa | 10 km               | 32:57,5   | 72.      |
| Viorel Şotropa | 15 km üldözőverseny | 45:56,4   | 54.      |
| Viorel Şotropa | 30 km               | 1:30:10,5 | 35.      |
| Viorel Şotropa | 50 km               | 2:16:03,5 | 36.      |

Női
| Versenyző             | Versenyszám | Eredmény  | Helyezés |
| --------------------- | ----------- | --------- | -------- |
| Ileana Ianoşiu-Hangan | 30 km       | 1:38:06,7 | 50.      |

## Síugrás
| Versenyző     | Versenyszám | 1. ugrás | 1. ugrás | 2. ugrás | 2. ugrás | Összesítés | Összesítés |
| Versenyző     | Versenyszám | Pont     | Hely.    | Pont     | Hely.    | Pont       | Helyezés   |
| ------------- | ----------- | -------- | -------- | -------- | -------- | ---------- | ---------- |
| Virgil Neagoe | Normálsánc  | 72,6     | 58.      | 71,2     | 57.      | 143,8      | 57.        |
| Virgil Neagoe | Nagysánc    | 29,4     | 57.      | 34,7     | 57.      | 64,1       | 58.        |

## Szánkó
| Versenyző                | Versenyszám | 1. futam | 1. futam | 2. futam | 2. futam | 3. futam | 3. futam | 4. futam | 4. futam | Összesítés | Összesítés |
| Versenyző                | Versenyszám | Idő      | Hely.    | Idő      | Hely.    | Idő      | Hely.    | Idő      | Hely.    | Idő        | Helyezés   |
| ------------------------ | ----------- | -------- | -------- | -------- | -------- | -------- | -------- | -------- | -------- | ---------- | ---------- |
| Ioan Apostol             | Férfi egyes | 46,728   | 25.      | 46,913   | 25.      | 47,516   | 26.      | 47,626   | 26.      | 3:08,783   | 26.        |
| Corina Drăgan-Terecoasa  | Női egyes   | 48,386   | 22.      | 48,315   | 23.      | 48,358   | 22.      | 48,067   | 22.      | 3:13,126   | 22.        |
| Ioan Apostol Liviu Cepoi | Kettes      | 46,315   | 4.       | 46,334   | 4.       |          |          |          |          | 1:32,649   | 4.         |